# Operation Body Count
Operation Body Count — шутер от первого лица, разработанный и изданный компанией Capstone Software в 1994 году.
Игрок управляет бойцом спецподразделения «Государственного штурмового отряда» (англ. Government Assault Team), которому предстоит проникнуть в захваченное террористами здание ООН и уничтожить их. Игра включает в себе 40 уровней и начинается с катакомб, где первыми врагами игрока являются мыши-мутанты и монстры, вылезающие из зелёной воды. В дальнейшем он вместе с напарниками (которых можно также убить) проникает в здание и уничтожает террористов. В последнем уровне игроку предстоит сразиться с главарём террористической организацией — неким Виктором.
В игре арсенал оружия состоит из дробовика c бесконечными патронами, Узи, Галила, гранатомёта и огнемёта.
Кроме террористов и мутантов, в игре используется ещё один противник — вражеская установка, вмонтированная в потолок и передвигающаяся по нему. Также в игре встречаются объекты на полу в виде «мин», наступив на которые игрок теряет запас здоровья или же сразу же умирает (они же могут быть спрятаны в некоторых вражеских трупах).
Игра основана на модифицированном движке Wolfenstein 3D engine и имеет ряд нововведений. Появилась возможность уничтожить некоторые неподвижные объекты при помощи оружия (чаще всего это может быть стекло) и оставлять на стенах следы пуль.

## Критика
| Иноязычные издания | Иноязычные издания |
| Издание            | Оценка             |
| ------------------ | ------------------ |
| AllGame            | [ 2 ]              |
| PC Gamer (US)      | 64 %               |

Игра получила смешанные отзывы среди игровых изданий. PC Gamer присудила игре 64 %, раскритиковав «плоских» врагов, невыразительное оружие и слишком тёмные текстуры, в которых практически ничего не видно.